# Navy Distinguished Service Medal
Navy Distinguished Service Medal är en militär förtjänstmedalj som delas ut av USA:s marindepartement.

## Bakgrund
Medaljen skapades, tillsammans med tapperhetsmedaljen Navy Cross, genom lag stiftad av USA:s kongress 1919, ett år efter motsvarande uppsättning av medaljer (Distinguished Service Cross och Distinguished Service Medal) hade instiftats för USA:s armé. Bakgrunden var att det i USA då inte fanns någon annan medalj än Medal of Honor för antingen tapperhet eller seniort ledarskap. Navy Distinguished Service Medal infördes för det senare syftet.

## Utdelning och förhållande till andra medaljer
Den kan ges till personer för ypperligt framstående tjänstgöring i USA:s flotta och USA:s marinkår i en befattning med stort ansvar (engelska: duty of great responsibility). Med stort ansvar avses med hävd försvarsgrensspecifika positioner som innehas av de med tjänstegrader på amirals- och generalsgradnivåer. Exempelvis numrerade flottor, större sjöstyrkegrupper, en Marine Expeditionary Force eller landbaserade kommandon i kontinentala USA.
För motsvarande insatser på en nivå ett steg lägre finns Legion of Merit och på nivån under det så finns Meritorious Service Medal. För befattningar på samma nivå som är försvarsgrensövergripande finns den högre Defense Distinguished Service Medal som utdelas personligen av USA:s försvarsminister. Medaljen ges inte till utländska militärer (för dessa finns istället högre grader i Legion of Merit som inte ges till amerikaner).
Beslut om tilldelning tas av USA:s marinminister som delar ut den i presidentens namn.